# Outland's Official
Outland's Official er debutalbummet for det danske band Outlandish, som blev udgivet den 26. april 2000.

## Track listing
1. "Intro"
2. "Walou"1
3. "Mano A Mano" (featuring Majid)
4. "Wherever"
5. "The Bond Between Us"
6. "Come On"
7. "Fatima's Hand"¹ (featuring Majid)
8. "CPH Moro" (featuring Majid & Creative)
9. "Love Joint"
10. "Stick 'Em Up" (N.V.)
11. "Ill Kebab"
12. "Renovadores" (featuring Majid, Acorn & Jokeren)
13. "Heads To The Sky"

1 Sange genudgivet på Bread & Barrels Of Water.